# Penia kaszabi
Penia kaszabi là một loài bọ cánh cứng trong họ Elateridae. Loài này được Dolin & Suzuki miêu tả khoa học năm 1987.